# Debenhams
Debenhams era una multinacional británica que opera grandes almacenes en el propio Reino Unido e Irlanda, además de franquicias en otros países europeos. Fundada en el siglo XVIII como un negocio en Londres, en la actualidad cuenta con 178 tiendas. Vende ropa, artículos para el hogar, mobiliario y, desde 1993, objetos diseñados por la propia empresa comercializados bajo la marca "Designers at Debenhams" (Diseñadores en Debenhams).
Su sede central se encuentra en Regent's Place, en el municipio londinense de Camden. Cotiza en la Bolsa de Londres y forma parte del índice FTSE 250.
La cadena se declaró en bancarrota el 25 de enero de 2021 y anunció el despido de sus 12.000 empleados.